# Aphantaulax trifasciata
Aphantaulax trifasciata es una especie de araña del género Aphantaulax, familia Gnaphosidae. Fue descrita científicamente por O. Pickard-Cambridge en 1872.
Se distribuye por Francia, España, Grecia, Portugal, Ucrania, Italia, Kazajistán, Georgia, Croacia, Rusia, Bulgaria, China e Irán. La especie se mantiene activa durante todos los meses del año excepto en febrero y diciembre.